# 성황당 (1983년 드라마)
《성황당》은 1983년 10월 1일에 방영된 TV문학관이다.

## 줄거리
분이(이경표)와 현보(김인문)는 강원도 산골에서 숯을 구워 살아가면서도 행복하기만 하다. 그러나 분이를 넘보던 산림계 간수(이성웅)의 고발로 현보는 잡혀가고 산 너머 벌목꾼 칠성이(주현)는 분이를 괴롭히다가 결국 간수를 살해하고 분이를 강제로 데리고 도망가는데...

## 출연
- 이경표
- 김인문
- 여운계
- 주현
- 이성웅
- 김하림
- 김동완
- 손혜정
- 한현배
- 황민
- 김창봉
- 이종우
- 전광렬